# Batthyány Ferenc (horvát bán)
Batthyány Ferenc (horvátul Franjo Baćan) (Buda, 1497. október 28. – Németújvár, 1566. november 28.) magyar főúr, katona, horvát bán (Horvátország, Szlavónia és Dalmácia országrészeké).

## Élete
A főnemesi németújvári Batthyány család sarja. Édesapja Batthyány Boldizsár (fl. 1452-1520), alországbíró, királyi udvarnok, és kamarás, édesanyja Grebeni Ilona (fl. 1480–1505) asszony volt. Az apai nagyszülei németújvári Batthyány András (fl. 1438–1449), földbirtokos, és szerdahelyi Imreffy Veronika (fl. 1458) voltak. Az anyai nagyszülei Grebeni Hermanfi László (fl. 1430-1490) a Magyar Királyság alnádora 1486 és 1490 között, földbirtokos és Raven Anna (fl. 1464) voltak. A családjában rajta kívül még két fiútestvére volt: az egyik ifjabb Batthyány II. Boldizsár (fl. 1491–1525), II. Lajos királyi kamarása (1520), földbirtokos, aki vitte tovább a családot és leszármazottjai a grófi ágat alapította meg. Két leánytestvére is volt: az egyik Batthyány Ágnes, akinek a férje bajnai Both Ferenc Szlavónia adószedője, földbirtokos; a másik leánytestvére Batthyány Perpetua, szerdahelyi Dersfi Miklósnak a felesége. Az egyik unokaöccse bajnai Both György (fl. 1508–†1552), zalai adószedő, hadvezér, jómódú földbirtokos, aki egyben a familiárisa is volt.
A kortársak szerint, Batthyány Ferenc, magas, jó vágású férfi volt, ezért nagy tekintélynek örvendett a királyi udvarban és az ország számos előkelője között. Az udvarban együtt nevelkedett II. Lajossal. II. Ulászló uralkodása idején királyi kamarássá nevezték ki és főpohárnok is volt egy személyben. 1514-ben harcolt Dózsa György ellen a parasztfelkelésében, amelynek leverésében jelentős szerepe volt.
Batthyány meglehetősen céltudatos embernek számított, ezért nagy vagyont halmozott fel. A magyar-török háború alatt, 1522-1526 között, Karlovics Jánossal együtt kormányozta Horvátországot. 1525-ben nagy nehezen megvédelmezte Jajcát a törököktől, s érdemeiért megkapta Németújvárt (ma Güssing, Ausztria), amelynek révén felvehette a németújvári előnevet. Részt vett a mohácsi ütközetben (ekkor mint pozsonyi főispán), ahol a magyar jobbszárny parancsnoka volt és egy négyezer fős dandárt irányított (3000 lovas és 1000 gyalogos).
A mohácsi vész után részt vett Szapolyai János királlyá koronázásán Székesfehérváron.
Felesége Svetkovics Katalin, a szlavón származású Svetkovics család tagja. Batthyányné házasságuk előtt Habsburg Mária királyné udvarhölgye volt, majd a Batthyány uradalom szívének számító Németújvár úrnője lett. Házasságukból nem született gyermek. Katalin húga Batthyány Ferenc unokaöccsének, Batthyány Kristófnak a felesége lett. Érdekesség, hogy Batthyány Ferenc házasságáról rendkívül sokáig élt az a tévhit, miszerint két neje volt. Első feleségének az alsólendvai Bánffy családból való alsólendvai Bánffy Katalint hitték, s Svetkovics Katalint (aki valójában első és egyetlen neje volt) a másodiknak tartották. A tévedés Nagy Ivántól származott, aki a családfán összetévesztette a horvát bánt egy 17. századi (név)rokonával. Tévedését ugyan kiigazítja, de ekkor már Takáts Sándor átveszi és (jellemrajzzal alaposan kiszínezve) továbbadja a tévedést.
Horvátországi bánsága alatt azonban ellentéte támadt Frangepán Kristóffal, és amikor megtudta, hogy az is Szapolyai mellé szegődött, nyomban átállt I. Ferdinánd osztrák főherceg oldalára és a belháborúban Szapolyai, majd az újból támadó törökök ellen harcolt.
Ferdinándtól Liptóújvárt, majd Szolnokot kapta adományul. 1534-ig Vas vármegye főispánja is volt, 1531-ig pedig újból betöltötte a horvát báni tisztséget.
Az 1547-ben tartott országgyűlésen nagy része volt abban, hogy a Habsburgok magyarországi trónöröklési jogát a rendek végleg elismerték és törvénybe iktatták. 1554-ben nádorságra kérték fel, de már nem érezte magát alkalmasnak rá idős kora miatt, ezért visszavonultan élt haláláig. 1552-ben a török elfoglalta szolnoki birtokát. Még megérte I. Miksa király megkoronázását 1563-ban, ahol ő maga tartotta a Szent Koronát. Idős korában a leghűségesebb familiárisa, a tehetős köznemesi származású, osztopáni Perneszy András volt, aki Batthyány halála után özvegyét, Svetkovics Katát szolgálta, pereskedések során képviselte, és jogi tanácsokkal látta el.
Nem született gyermeke egyik házasságából sem, így az ő ága kihalt.